# Wojciech Jerzy Wojciechowski
Wojciech Jerzy Wojciechowski (ur. 9 kwietnia 1946 w Płońsku) – generał brygady Wojska Polskiego.
Służbę wojskową rozpoczął w 1963. Jest absolwentem Oficerskiej Szkoły Łączności w Zegrzu oraz Wojskowej Akademii Technicznej. Posiada stopień naukowy doktora nauk wojskowych.
Pełnił służbę na różnych stanowiskach dowódczych i technicznych, w tym na stanowisku zastępcy dowódcy 25 Pułku Łączności, który był wyróżniany w rozkazie szkoleniowym Ministra Obrony Narodowej. W 1991 został wyznaczony na stanowisko zastępcy szefa Zarządu Wojsk Łączności i Informatyki SG WP. W 1997 został szefem Zarządu Łączności i Informatyki SG WP. W tym samym roku otrzymał awans do stopnia generała brygady. Następnie pozostawał w dyspozycji MON. 19 kwietnia 2004 podsekretarz stanu ds. społecznych Maciej Górski, w imieniu ministra obrony narodowej pożegnał generała w związku z zakończeniem zawodowej służby wojskowej.
Odznaczony Krzyżem Oficerskim Orderu Odrodzenia Polski (2003).